# The Lone Ranger (serie animata)
The Lone Ranger è una serie animata del 1966 realizzata da Halas and Batchelor Cartoon Films, e prodotta dalla Lone Ranger Productions in associazione con la Jack Wrather Corporation; fu trasmessa originariamente sulla emittente televisiva CBS; si compone di una stagione da 13 episodi e di una seconda da 14, per un totale di 27.

## Trama
La trama della serie è quella classica del canovaccio del Ranger solitario: Il ranger solitario viaggia per il west insieme al suo amico nativo americano Tonto, riparando alle ingiuste ed agli innumerevoli torti che si presentano loro, in una terra ancora selvaggia.
La tecnica di realizzazione è quella in animazione classica bidimensionale; la serie mostra una certa rigidità e limitatezza nelle animazioni, mentre la scelta di colori si mostra singolare, con una colorazione a variazioni monocromatiche negli sfondi e una più ricercata per figure umane e animali. Lo stile del disegno mostra un'inusuale, per l'epoca, ricerca di realismo, pur nella semplicità del tratto.

## Lista episodi
Ogni episodio è composto da una miniserie di tre corti episodi.
1ª stagione
- 01 - The Human Dynamo
- 01 - The Trickster
- 01 - The Crack of Doom
- 02 - Wrath of the Sun God
- 02 - Day Of The Dragon
- 02 - Ghost Riders
- 03 - The Secret Army of General X
- 03 - The Cat People
- 03 - Night of the Vampire
- 04 - Bear Claw
- 04 - The Hunter And The Hunted
- 04 - Mephisto
- 05 - Revenge of the Mole
- 05 - Frog People
- 05 - Terror in Toyland
- 06 - Puppetmaster
- 06 - The Sacrifice
- 06 - Black Mask Of Revenge
- 07 - Valley of the Dead
- 07 - Forest of Death
- 07 - The Fly
- 08 - Ghost Tribe Of Commanche Flat
- 08 - A Time to Die
- 08 - Attack Of The Lilliputians
- 09 - The Brave
- 09 - Circus of Death
- 09 - Cult of the Black Widow
- 10 - El Conquistador
- 10 - Snow Creature
- 10 - The Prairie Pirate
- 11 - Man of Silver
- 11 - Nightmare In Whispering Pine
- 11 - Sabotage
- 12 - Mastermind
- 12 - Monster Of Scavenger Crossing
- 12 - The Lost Tribe Of Golden Giants
- 13 - The Black Panther
- 13 - Thomas The Great
- 13 - Island Of The Black Widow

2ª Stagione
- 14 - Mad, Mad, Mad, Mad Scientist
- 14 - A Day At Death's Head Pass
- 14 - Paddle Wheeling Pirates
- 15 - The Kid
- 15 - Stone Hawk
- 15 - Sky Raiders
- 16 - Tonto And The Devil Spirit
- 16 - The Man From Pinkerton
- 16 - Deadly Glassman
- 17 - Black Knight
- 17 - Fire Rain
- 17 - Taka
- 18 - The Secret of Warlock
- 18 - Wolfmaster
- 18 - Death Hunt
- 19 - Terrible Tiny Tom
- 19 - Fire Monster
- 19 - The Iron Giant
- 20 - Towntamers, Inc
- 20 - It Came From Below
- 20 - Curse Of The Devil Doll
- 21 - The Human Dynamo
- 21 - The Trickster
- 21 - Crack of Doom
- 22 - Mister Happy
- 22 - Birdman
- 22 - Doctor Destructo
- 23 - Black Arrow
- 23 - Mister Midas
- 23 - The Rainmaker
- 24 - The Avenger
- 24 - Flight of the Hawk
- 24 - Battle at Barnaby's Bend
- 25 - Kingdom of Terror
- 25 - Puppetmaster's Revenge
- 25 - Reign of the Queen Bee
- 26 - Quicksilver
- 26 - The Day the West Stood Still
- 26 - The Legend of Cherokee Smith
- 27 - The Lash and the Arrow
- 27 - Border Rats
- 27 - Spectre of Death